# Rayak
Rayak (arabisch رياق, DMG Riyāq) ist ein Ort im Osten des Libanon, Gouvernement Bekaa. Rayak hat ca. 16.000 Einwohner und ist die 13. größte Stadt des Libanon. Weitere Bezeichnungen der Stadt sind Riyāq und Riyaq.

## Infrastruktur
In Rayak existiert eine christliche Mehrheit der Melkitisch Griechisch-Katholische Kirche. Es gibt ferner ein Krankenhaus, Schulen und einen Flughafen der libanesischen Luftwaffe, Rayak Air Base (ICAO-Code: OLRA).

## Geschichte

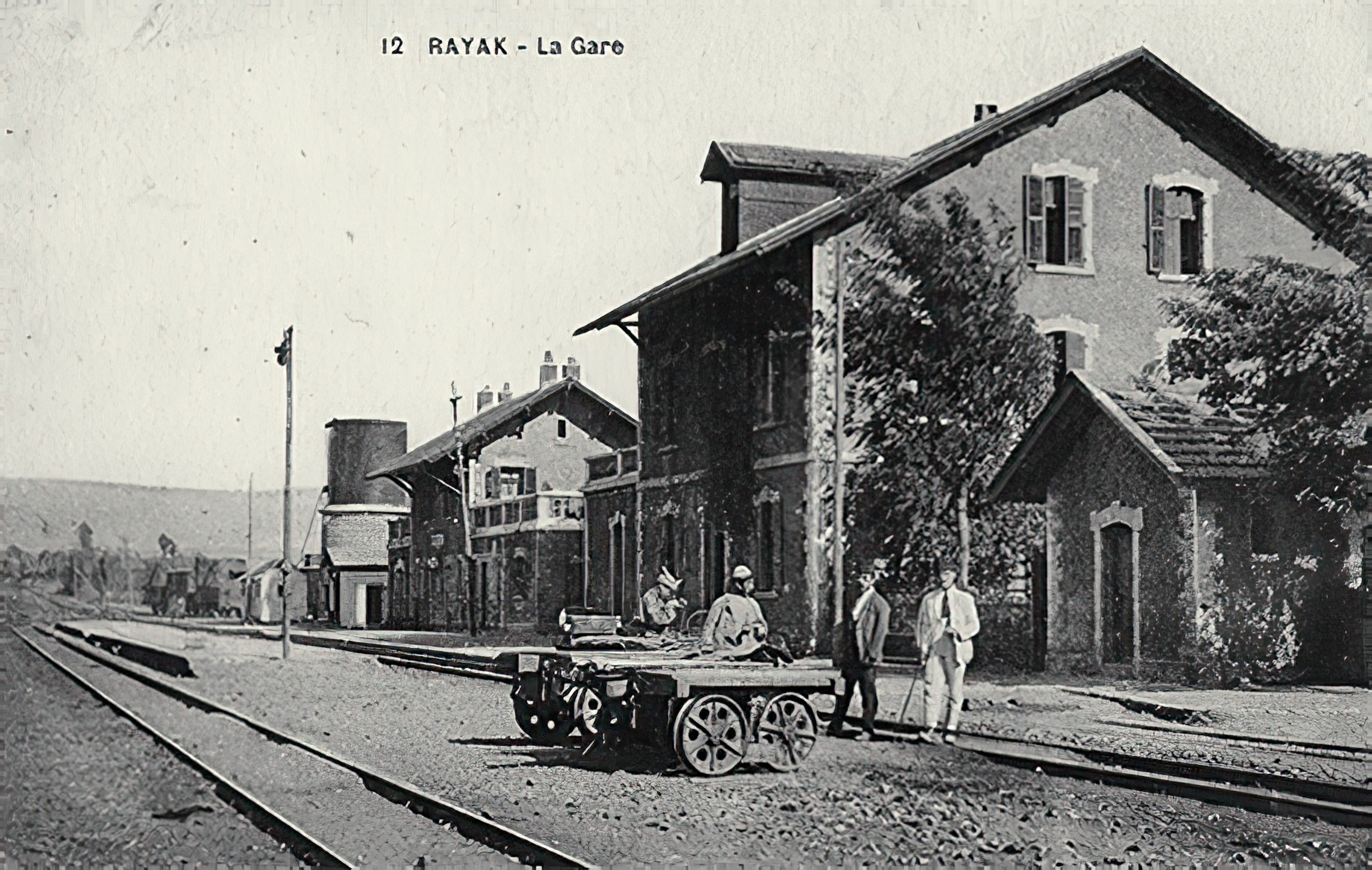
Bahnhof Rayak (Riyaq), um 1920

Rayak war früher Eisenbahnknotenpunkt zwischen Beirut, Damaskus und Aleppo. Seit 1895 verkehrte einerseits die Libanonbahn zwischen Beirut und Damaskus in Schmalspur der Weite 1050 mm, die in kurzem Abschnitt in Syrien noch in Betrieb ist. Andererseits bestand seit 1906 Anschluss zur Bahnstrecke nach Aleppo in Normalspur. Wegen der unterschiedlichen Spurweiten mussten in Rayak alle Güter umgeladen werden und alle Fahrgäste umsteigen. In Aleppo bestand Anschluss an die Bagdadbahn. Die Abschnitte beider Bahnstrecken im Gebiet des Libanons wurden während des libanesischen Bürgerkriegs zwischen 1975 und 1990 zerstört.
Während des Libanonkriegs 2006 wurde Rayak von israelischen Kampfflugzeugen bombardiert.
Im April 2005 wurde Rayak von syrischen Truppen, die seit 1976 im Libanon stationiert waren, geräumt. Damit war der Abzug der syrischen Truppen aus dem Libanon abgeschlossen.